# Heinz Laufer (Politikwissenschaftler)
Heinz Laufer (* 22. April 1933 in Würzburg; † 30. April 1996 in München) war ein deutscher Jurist und Politikwissenschaftler. Er war Professor an der Ludwig-Maximilians-Universität München.

## Leben
Laufer studierte nach dem Abitur 1952 Rechtswissenschaft, Philosophie, Geschichte und Politische Wissenschaft in Würzburg, München und Münster. 1958 legte er die juristische Staatsprüfung ab und wurde 1961 bei Friedrich August von der Heydte an der Rechts- und Staatswissenschaftlichen Fakultät der Julius-Maximilians-Universität Würzburg mit der Dissertation Das Kriterium politischen Handelns. Versuch einer Analyse und konstruktiven Kritik der Freund-Feind-Unterscheidung auf der Grundlage der Aristotelischen Theorie der Politik. Zugleich ein Beitrag zur Methodologie der politischen Wissenschaften zum Dr. jur. utr. promoviert. 1968 habilitierte er sich in Politikwissenschaften in München mit der Arbeit Verfassungsgerichtsbarkeit und politischer Prozess. Studien zum Bundesverfassungsgericht der Bundesrepublik Deutschland und wurde Privatdozent. Ab 1969 war er Professor für Politische Wissenschaften und Öffentliches Recht an der Ludwig-Maximilians-Universität München. Außerdem war er im Vorstand des Geschwister-Scholl-Institutes und Dekan (von 1977 bis 1996) der Sozialwissenschaftlichen Fakultät sowie bis zu seinem Tod Vertrauensdozent der Konrad-Adenauer-Stiftung. Er war Autor zahlreicher Bücher und Aufsätze.
Er gründete die Heinz und Sybille Laufer-Stiftung zur Förderung der politischen Wissenschaft.

## Schriften (Auswahl)
- Die demokratische Ordnung. Eine Einführung. Kohlhammer, Stuttgart u. a. 1966.
- Verfassungsgerichtsbarkeit und politischer Prozess. Studien zum Bundesverfassungsgericht der Bundesrepublik Deutschland. Mohr (Siebeck), Tübingen 1968.
- Der parlamentarische Staatssekretär. Eine Studie über ein neues Amt in der Bundesregierung (= Münchener Studien zur Politik. Band 12). Beck, München 1969.
- mit Frank Pilz: Föderalismus. Studientexte zur bundesstaatlichen Ordnung. 10 Beiträge international bekannter Autoren. Mit 6 Tabellen und 4 Modellen (= Politische Wissenschaft. Band 1). Goldmann, München 1973, ISBN 3-442-61001-X.
- mit Jutta Wirth: Die Landesvertretung in der Bundesrepublik Deutschland. Mit 15 Tabellen und einem Anhang über die Haushalte der Landesvertretungen und der Bevollmächtigten der Länder (= Politische Wissenschaft. Band 2). Goldmann, München 1974, ISBN 3-442-61002-8.
- Der Föderalismus der Bundesrepublik Deutschland. Kohlhammer, Stuttgart u. a. 1974, ISBN 3-17-001571-0.
- mit Dietmar Görgmaier, Sybille Laufer-Heydenreich: Freizeitpolitik von Bund, Ländern und Gemeinden. Eine Analyse und Versuch einer Neuorientierung (= Schriften der Kommission für Wirtschaftlichen und Sozialen Wandel. 118). Schwartz, Göttingen 1976, ISBN 3-509-00935-5.
- Der sozialisierte Mensch. Die Gefährdung der personalen Existenz in der demokratisch regierten Industriegesellschaft. Seewald, Stuttgart 1977, ISBN 3-512-00484-9.
- Bürokratisierte Demokratie? (= Texte + [und] Thesen. 157, Sachgebiet Politik). Edition Interfrom, Zürich 1983, ISBN 3-7201-5157-3.
- mit Ursula Münch: Das föderative System der Bundesrepublik Deutschland. Leske und Budrich, Opladen 1998, ISBN 3-8100-1915-1.